# 阿贝纳基人
阿贝纳基人（Abenaki、Abnaki、Abinaki、Alnôbak、Abénaquis）是一個位於美國和加拿大的美洲原住民。他們是北美洲東北部的阿爾岡昆語民族之一。阿贝纳基人源於加拿大海洋省份和魁北克省以及美國新英格蘭的一個地區，在東阿爾岡昆語稱為“Wabanahkik”（日出之地）。阿贝纳基人是“瓦巴纳基联盟”（Confédération Wabanaki）的五個成員之一。
阿贝纳基人是一個語言上和地理上的分組，歷史上這裡沒有一個強大的中央權威。這裡有為數不少的支派和部落共同擁有很多文化元素。他們以“後接觸”社群的形式走在一起，在他們原先的部落被殖民主義、疾病和戰爭重創之後。

## 名稱
“Abenaki”和“Abnaki”兩字都來自“Wabanaki”或“Wôbanakiak”，在阿贝纳基语指“日出之地的人”。阿贝纳基人是“瓦巴纳基联盟”的一員，而這兩個字經常被混淆。
“Wôbanakiak”由“wôban”（“日出”或“東方”）和“aki”（“土地”）組成，是原住民對海洋省份和新英格蘭這個大致區域的稱呼。有時這個詞語用來稱呼全部在區內講阿爾岡昆語的人——西阿贝纳基人、東阿贝纳基人、馬里希特人、帕薩瑪奎迪人和米克馬克人——作為單一群體。
阿贝纳基人也自稱為“Alnôbak”，指“真人”（類似萊納佩語“Lenapek”），以及自稱為“Alnanbal”，指“人”。

## 分支
歷史上，人類學家依照地理群體分類阿贝纳基人：西阿贝纳基人和东阿贝纳基人。這些組別內的支派如下：
| - 西阿贝纳基人 - Amoskeay - Arsigantegok - Cocheco - Cowasuck - 米西斯闊伊人 - Nashua - 奧西皮人 - 佩米奇瓦塞特人 - 彭納庫克人 - Pequawket - 皮斯卡塔夸人 - Sokoki - 蘇希甘人 - 溫尼珀索基人 | - 東阿贝纳基人 - Apikwahki - Amaseconti - 安德罗斯科金人 - 肯尼貝克人 - Kwupahag - 馬利西特人 - Odanak - 奧西皮人 - 佩諾布斯科特人 - 帕萨马阔迪人 - Rocameca - Wawinak - Wôlinak |

## 地點

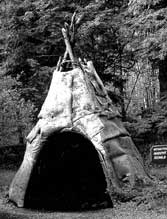
由樺樹皮覆蓋的阿贝纳基人維格沃姆

阿贝纳基人的家園，稱為Ndakinna（我們的土地），涵蓋大部分新英格蘭北部，魁北克南部，以及加拿大海洋省份南部。東阿贝纳基人的人口集中在新罕布什爾州懷特山脈以東的新不倫瑞克省和緬因州。另一支主要部落，西阿贝纳基人，住在佛蒙特州、新罕布什爾州和馬薩諸塞州的康涅狄格河流域。密西斯闊伊人住在尚普蘭湖的東岸。佩恩納庫克人住在新罕布什爾州南部的梅里馬克河沿岸。海上阿贝纳基人住在緬因州和新不倫瑞克省之間的邊界線附近的聖克羅伊河和沃拉斯托克河（聖約翰河）河谷。
英國向新英格蘭的移居和頻繁的戰爭迫使許多阿贝纳基人撤退到魁北克。阿贝纳基人於1676年至1680年間在魁北克的西勒地區定居，隨後在瀑布附近的绍迪耶尔河畔居住了大約20年，然後在十八世紀初定居於奧答娜卡和Wôlinak。
在那些日子裡，阿贝纳基人在狩獵、捕魚、誘捕、採摘漿果和種植玉米、豆類、南瓜、土豆和煙草的基礎上實行自給自足的經濟。他們還製作了由灰和甜草製成的籃子，用於採摘野生漿果，並用煮沸的楓樹汁製作糖漿。籃子編織仍然是兩個社區成員的傳統活動。
英法戰爭期間，阿贝纳基人是法國盟友，因為被移民來的英國人從Ndakinna趕走。這個時期的軼事講述了一位叫Nescambuit或Assacumbuit的馬里希特酋長，他殺死了超過140位法王路易十四的敵人並獲得騎士頭銜。然而，並非所有阿贝纳基人原住民都站在法國一邊。有很多人留在了北方殖民地的原住民土地。有許多誘捕是由這些人所做，並賣給英國殖民者以換得持久的貨物。這些阿贝纳基美洲原住民的貢獻多數都沒有記錄。
17、18世紀新英格蘭成立初期，曾有些移民婦女遭到阿贝纳基人的俘虜，例如1702年的漢娜·達斯頓，1728年的伊莉莎白·漢森和1754年的蘇珊娜·威拉德·詹森。從她們留下的敘述中，可以了解當時阿贝纳基人的生活情形。
有兩個部落社群在加拿大形成：Saint-Francois-du-lac和Wôlinak。這兩個部落的保留地保持著發展。自2000年，整體阿贝纳基人人口（不論是否在保留地）增加了一倍，於2011年有2,101成員。有大約400位阿贝纳基人居住在這兩個部落保留地，佔地少於7平方公里（2.7平方英里）。未被承認的多數人是非保留地成員，居住在加拿大和美國的各個城鎮。
佛蒙特州和新罕布什爾州約有3,200名阿贝纳基人，沒有保留地，主要是在尚普蘭湖附近。其餘的阿贝纳基人居住在加拿大和美國的多民族城鎮，主要在安大略省，魁北克省，新不倫瑞克省和新英格蘭北部。
佛蒙特州有四個阿贝纳基人部落。2011年4月22日，佛蒙特州正式承認了其中兩個。2012年5月7日，其餘兩個亦獲得承認。

## 語言
阿贝纳基语與佩諾布斯科特語密切相關。與鄰近瓦巴纳基联盟部落和其他東阿爾岡昆語有很多語言相似。它作為一個通用語言已經近乎滅絕。部落成員正在恢復阿贝纳基语。
他們的語言是全息的，即是短語或整個句子由單一一個單詞表示。例如，代表“白人”的字詞awanoch是由指“誰”的awani和指“來自”的uji合併而成。這樣，“白人”一詞字面上譯作“他是進和他來自那裡？”

## 人口與瘟疫
在阿贝纳基人與歐洲人接觸前，他們的人口或者高達40,000。有大約20,000人屬於東阿贝纳基人，另外10,000人屬於西阿贝纳基人，其餘10,000人屬於海上阿贝纳基人。在16世紀，早期與歐洲漁民的接觸導致了影響阿贝纳基人的兩場大瘟疫。第一次流行病是在1564年至1570年之間發生的不明疾病，第二次是1586年的斑疹傷寒。在1620年英國馬薩諸塞州建立定居點之前十年，多次流行病已經出現，當時三個不同的疾病橫掃新英格蘭和加拿大海洋省份。緬因州在1617年遭受了非常嚴重的打擊，死亡率達到75％，東阿贝纳基人的人口減少到大約5,000人。更加偏僻的西阿贝纳基人死亡人數較少，失去了原來10,000人口的一半左右。
新的疾病繼續在瘟疫中肆虐，從1631年、1633年和1639年的天花開始。七年後，一場未知的流行病爆發，流感在第二年流逝。天花在1649年再次影響了阿貝納基，白喉在10年後再次出現。1670年天花爆發，1675年爆發流感。天花在1677年、1679年、1687年影響了美洲原住民，以及在1691年、1729年、1733年、1755年，最後在1758年的麻疹。
阿贝纳基人人口繼續下降，但在1676年，他們收留了菲利普國王戰爭和歐洲殖民中被迫遷移的中數千名新英格蘭南部部落難民。因此，幾乎每個南新英格蘭阿爾岡昆部落的後代都可以在阿贝纳基人中找到。一個世紀之後，美國獨立戰爭後只剩下不到1000名阿贝纳基人。
在1990年美國人口普查中，有1,549人認定自己為阿贝纳基人。2000年美國人口普查中有2,544人，還有6,012人聲稱有阿贝纳基人遺傳。1991年加拿大阿贝纳基人有945人；到2006年，他們有2,164人。

## 地圖
這些地圖顯示了“瓦巴纳基联盟”各成員的大概位置（從北向南）：

米克馬克人（英语：Mikmaq）
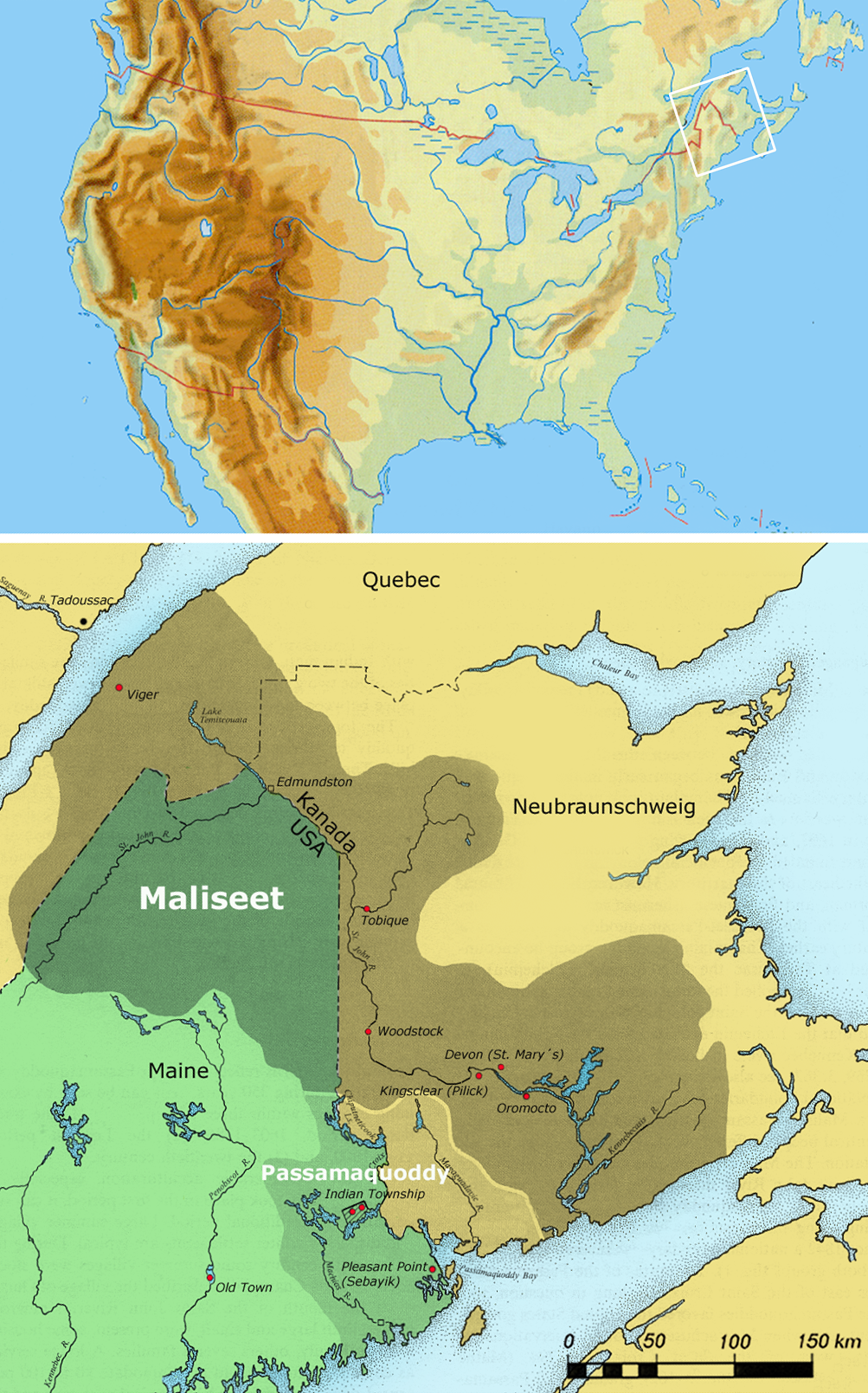
馬里希特人（英语：Maliseet）、
帕薩瑪奎迪人（英语：Passamaquoddy）
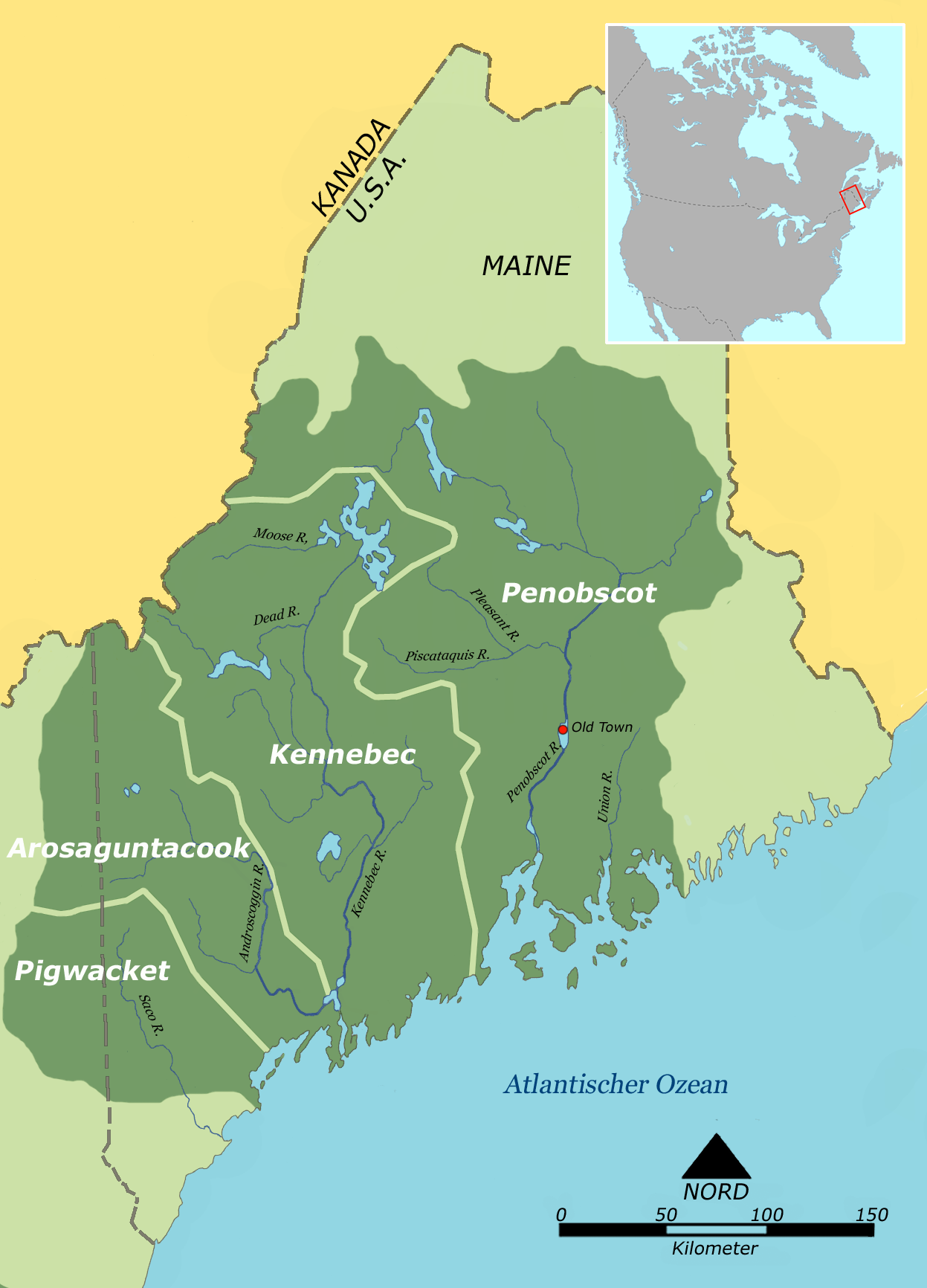
東阿贝纳基人（佩諾斯考特人（英语：Penobscot）、肯尼貝克人、安德羅斯科人（英语：Androscoggin people）、Pequawket）
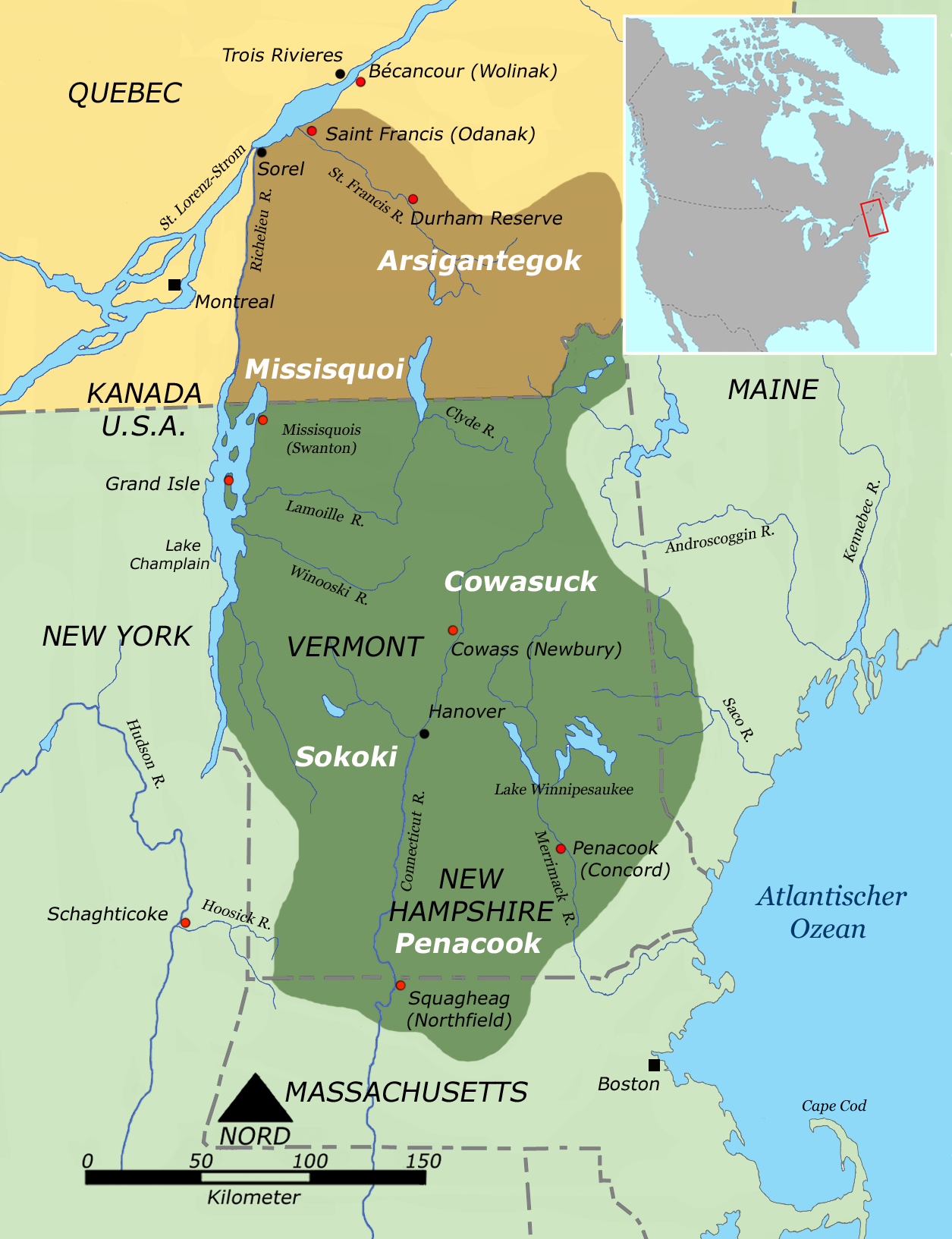
西阿贝纳基人（Arsigantegok、密西斯闊伊人、Cowasuck、Sokoki、佩恩納庫克人（英语：Pennacook））

## 著名人物
- 傑西·布魯查克（英语：Jesse Bruchac），作家和語言學家[8]
- 約瑟夫·布魯查克（英语：Joseph Bruchac），作家[9]
- 印第安·喬（英语：Indian Joe），美國獨立戰爭時期的一名偵察兵[10]
- 比利·基德（英语：Billy Kidd），前高山滑雪運動員[11]
- 約瑟夫·勞倫特（英语：Joseph Laurent），酋長和作家[12]
- 唐娜·穆迪（英语：Donna L. Moody），遣返活動社運人士
- 阿拉尼丝·奥邦萨温（英语：Alanis Obomsawin），電影製片人和紀錄片[13]
- 安尼克·奥邦萨温（英语：Annick Obonsawin），女配音和歌手
- 唐納德 E. 佩洛特（英语：Donald Edmond Pelotte），天主教蓋洛普教區主教（新墨西哥州和亞利桑那州）[14]
- 谢里尔·萨瓦若（英语：Cheryl Savageau），詩人[15]

## 註腳
1. ↑  . Statistics Canada.   [2019-08-27]. （原始内容存档于2018-08-01）.
2. ↑  李毅夫、王恩庆主编 (编). . . 北京: 商务印书馆: 10. 1982. OCLC 11824605. NLC 000428160.（简体中文）
3. 1 2 3 4 5  Lee Sultzman. . 1997-07-21  [2010-03-20]. （原始内容存档于2010-04-11）.
4. 1 2 3 4  . . 2008  [2012-08-14]. （原始内容存档于2014-06-11） –HighBeam Research.
5. ↑  Snow, Dean R. 1978. "Eastern Abenaki". In Northeast, ed. Bruce G. Trigger. Vol. 15 of Handbook of North American Indians, ed. William C. Sturtevant. Washington, D.C.: Smithsonian Institution, pg. 137. Cited in Campbell, Lyle (1997). American Indian Languages: The Historical Linguistics of Native America. Oxford: Oxford University Press, pg. 401. Campbell uses the spelling wabánahki.
6. ↑  Waldman, Carl. Encyclopedia of Native American Tribes: Third Edition (New York: Checkmark Books, 2006) p. 1
7. ↑  Women's Indian Captivity Narratives, ed. Kathryn Zabelle Derounian-Stodola, Penguin, London, 1998
8. ↑  Senier, Siobhan. . Lincoln: University of Nebraska Press. 2014. ISBN 9780803256798. OCLC 884725772.
9. ↑  . josephbruchac.com.   [2018-10-11]. （原始内容存档于2021-04-18）.
10. ↑  Johnson, Arthur. . nedoba.org. Ne-Do-Ba (Friends), A Maine Nonprofit Corporation. 2007  [2018-10-11]. （原始内容存档于2016-03-04） （英语）.
11. ↑  Boyd, Janet. . www.snow-riders.org.   [2018-10-11]. （原始内容存档于2016-03-03）.
12. ↑  . （原始内容存档于2015-04-04）.
13. ↑  .   [2019-08-28]. （原始内容存档于2019-08-28）.
14. ↑  . Diocese of Gallup.   [2018-10-11]. （原始内容存档于2008-05-09）.
15. ↑  .   [2019-08-28]. （原始内容存档于2019-08-28）.